# Municipio de Sharon (Minnesota)
El municipio de Sharon (en inglés: Sharon Township) es un municipio ubicado en el condado de Le Sueur en el estado estadounidense de Minnesota. En el año 2010 tenía una población de 636 habitantes y una densidad poblacional de 6,85 personas por km².

## Geografía
El municipio de Sharon se encuentra ubicado en las coordenadas 44°24′45″N 93°49′6″O / 44.41250, -93.81833. Según la Oficina del Censo de los Estados Unidos, el municipio tiene una superficie total de 92.81 km², de la cual 91,65 km² corresponden a tierra firme y (1,25 %) 1,16 km² es agua.

## Demografía
Según el censo de 2010, había 636 personas residiendo en el municipio de Sharon. La densidad de población era de 6,85 hab./km². De los 636 habitantes, el municipio de Sharon estaba compuesto por el 95,75 % blancos, el 0,63 % eran afroamericanos, el 0,31 % eran amerindios, el 0,63 % eran asiáticos, el 0,31 % eran de otras razas y el 2,36 % eran de una mezcla de razas. Del total de la población el 2,67 % eran hispanos o latinos de cualquier raza.